# 김해 무계리 지석묘
김해 무계리 지석묘(金海 茂溪里 支石墓)는 대한민국 경상남도 김해시 무계동에 있는 고인돌이다. 1996년 3월 11일 경상남도의 기념물 제151호 무계리 지석묘로 지정되었다가, 2018년 12월 20일 현재의 명칭으로 변경되었다.

## 개요
김해시 무계동 광석부락(廣石部落) 중앙부에 있는 큰 고목하에 위치하고 있다. 지석묘와 고목이 있는 부분은 별도의 석축을 쌓아 지석묘와 고목을 보호하고 있으며 아울러 부락민들의 휴게소로도 이용되고 있다. 부락에서는 이 지석묘를 광석이라 불렀다.

## 현황
남방식 지석묘로 생각되나 상석하부가 메꾸어져 있어 정확한 구조는 확인할 수 없었다. 지상에는 거대한 상석만 눌려 있는데 북쪽끝 부분만 약간 들려 있고 나머지 부분은 흙과 돌로서 메꾸어져 있다. 상석의 규모는 길이 6.1m, 폭 2.9m, 두께 1.1∼1.3m이며 장축은 남북향이다. 부근에서 1964년 11월에 조사된 무계리 지석묘와 동일한 구조를 가졌을 가능성이 많다. 유물은 전혀 없고 지석묘 하부구조의 파괴 여부도 파악할 수 없었다.

## 참고 문헌
- 무계리지석묘 - 국가유산청 국가유산포털